# 매직 오브 벨 아일
《매직 오브 벨 아일》(영어: The Magic of Belle Isle)은 미국에서 제작된 롭 라이너 감독의 2012년 코미디 드라마 영화이다. 모건 프리먼, 버지니아 매드슨 등이 출연하였다.

## 줄거리
유명 서부 소설 작가 몬티 와일드혼은 조카 헨리가 친구의 벨 아일 호숫가 오두막을 빌리면서 이곳에서 여름을 보내게 된다. 몬티는 6년 전 아내와 사별한 뒤 창작 원동력을 잃었고, 소설 집필을 중단하고 술에만 의지해왔다. 하지만 몬티는 마을 주민들과 교류하게 되면서 그들의 삶에 영향을 미치는 한편 영감을 되찾아간다.

## 출연
- 모건 프리먼 - 몬티 와일드혼 역
- 버지니아 매드슨 - 샬럿 오닐 역
- 에마 퍼먼 - 피니건 "핀" 오닐 역
- 매들린 캐럴 - 윌로 오닐 역
- 니컬렛 피어리니 - 플로라 "플로" 오닐 역
- 키넌 톰프슨 - 헨리 역
- 케빈 폴랙 - 조 바이올라 역
- 프레드 윌러드 - 앨 카이저 역
- 애시 크리스천 - 칼 루프 역
- 제시카 헥트 - 캐런 루프 역
- 보이드 홀브룩 - 루크 포드 역